# Nawang Khechog
Nawang Khechog (tibétain : ངག་དབང་མཁས་མཆོག་, Wylie : Nga-dbang Mkhas-mchog ; aussi appelé  Nawang Khechong), né en 1954 dans l'est du Tibet dans une famille de nomades tibétains, est un musicien tibétain, flûtiste et  compositeur, qui a été nommé aux Grammy Awards.

## Biographie
Nawang Khechog est né en 1954 dans l'est du Tibet dans une famille de nomades tibétains, mais à la suite de invasion chinoise de 1950, sa famille s’est réfugiée en Inde, où Nawang a étudié la méditation et la philosophie bouddhiste. Il a été moine durant 11 ans sous la direction du Dalaï Lama. Vers l’âge de 20 ans en recherche spirituelle, il passe 4 ans en retraite en ermite méditant, dans les contreforts de l’Himalaya.
Il a aussi étudié la flûte, un instrument de la musique traditionnelle du Tibet. L’expression de Nawang ressort de ses émotions et son expérience de vie à parcourir le monde comme un nomade tibétain.
En 1986, il émigre en Australie, où il s’est produit, et où ses enregistrements ont obtenu le statut de best-seller. Il y apprit le didgeridoo, instrument de musique aborigène.
Nawang est surtout connu pour sa collaboration avec le musicien japonais Kitaro, dont les performances sur les albums de Kitaro nommés au Grammy (Enchanted Evening et Mandala).
Il a reçu une reconnaissance internationale pour ses performances live avec Philip Glass, Paul Winter, Laurie Anderson, Paul Simon, Natalie Merchant, R. Carlos Nakai, et Babatunde Olatunji.
Il a également joué Tibetan Freedom Concert à New York (1997), Washington DC (1998) et Tokyo (1999).
Il a été assistant réalisateur pour le film Sept ans au Tibet réalisé en 1997 par Jean-Jacques Annaud.
Il a visité la Corée du sud, pays où il a donné le plus de concerts. Un film documentaire coréen qui lui est consacré devrait être distribué dans 24 pays.
En 2007, une récompense spéciale lui est attribuée aux Tibetan Music Awards pour son album "Tibetan Meditation Music".
Il participe au Festival culturel du Tibet et des peuples de l'Himalaya, notamment en 2004.
Le 17 février 2007, a été blessé dans un grave accident de voiture dans l’est de l’Inde. Nawang Khechog fut transporté dans un hôpital proche de l’accident avant d’être transféré à New Delhi. La pratique de la méditation de Tonglen fut sa seule mais efficace médication anti-douleur. Le Dalaï Lama vint lui rendre visite à l’hôpital, et lui demanda s’il pouvait encore jouer de la flûte. En fait, la première chose que fit Nawang après l’accident fut de jouer et d’enregistrer une composition à la flûte exprimant son sentiment après l’accident, et en particulier son expérience de la méditation de Tonglen.
Il habite actuellement Boulder, au Colorado.

## Musique de film
Il a composé plusieurs musiques de films: